# 18 janvier 1933
Le mercredi 18 janvier 1933 est le 18e jour de l'année 1933.

## Naissances
- Bernard Dutoit (mort le 4 janvier 2019), poète et enseignant vaudois
- David Bellamy (mort le 11 décembre 2019), botaniste et écrivain britannique
- Emeka Anyaoku, diplomate nigérian
- Francisco Flores Cordoba (mort le 13 novembre 1986), joueur de football mexicain
- Jean Vuarnet (mort le 2 janvier 2017), skieur alpin français
- John Boorman, réalisateur britannique
- Lyla Rocco (mort le 17 janvier 2015), actrice italienne
- Maurice Fournier (mort le 28 juin 2024), athlète français, spécialiste du saut en hauteur
- Per-Ove Trollsås (mort le 5 novembre 2000), athlète suédois
- Ray Dolby (mort le 12 septembre 2013), ingénieur américain
- Roger Balian, physicien français
- Rupert Butler, essayiste britannique

## Décès
- Charles Cazalet (né le 22 juin 1858), président de l'Union des sociétés de gymnastique de France
- Paul Hahnemann (né le 19 avril 1853), musicien vaudois
- Pierre Cousin (né le 18 mars 1867), mathématicien français
- Théodore Gobert (né le 27 septembre 1853), historien liégeois

## Événements
- Création du monument national White Sands